# Fannie Mae
Az Fannie Mae című dal; 1959-ben született, szerzője az amerikai blues és R&B énekes Buster Brown volt. A US Billboard Hot 100 listán a 38. helyen szerepel, a US Billboard R&B Chart listán pedig No 1 volt (1960).

## Híres felvételek
- Buster Brown
- The Holmes Brothers
- Joey Dee and the Starliters (1962)
- The Rolling Stones (1965)
- Robbie Lane and the Disciples (1964)
- The Righteous Brothers (1964)
- The Steve Miller Band (1968)
- Gene Summers (1975)
- James Cotton (1975)
- Southside Johnny & The Asbury Jukes (1976)
- Magic Slim (1982)
- Jaco Pastorius (1983)
- Elvin Bishop (1991)
- Canned Heat (1994)
- Carl Weathersby (1996)
- Mel Brown (guitarist) (2001)
- Booker T. & the MG's (2003)
- Gary U. S. Bonds (2004)
- Coco Montoya (2010)
- Playing for Change Band, live; Grandpa Elliott (2010)
- Jello Biafra (2011)
- Gene „Birdlegg” Pittman (2013)
- Shawn Holt & the Teardrops (2013)
- The Levon Helm Band

## Film
A dal szerepel az American Graffiti című 1973-ban bemutatott George Lucas filmben is.